# Ahmed Khalfan Ghailani
Ahmed Khalfan Ghailani  (Zanzíbar, 1974 o 76) es un tanzano condenado debido a que desempeñó un papel fundamental en los atentados con bomba perpetrados el 7 de agosto de 1998 por Al-Qaida contra las embajadas de los Estados Unidos en Kenia y Tanzania. A consecuencia de los ataques, murieron más de 220 personas y más de 4.000 resultaron heridas, y las embajadas y otros edificios fueron destruidos o sufrieron graves daños. En enero de 2011 fue condenado en Estados Unidos a cadena perpetua convirtiéndose en el primer ex detenido en el centro de detención de Guantánamo en ser juzgado y encarcelado por un tribunal civil estadounidense.

## Trayectoria
Entre 1997 y agosto de 1998, Ghailani, con ayuda de Fahid Mohammed Ally Msalam (fallecido) y otra persona, compraron, en Arusha (Tanzanía), los explosivos, detonadores y el cordón detonante utilizados en el ataque. Ghailani transportó ese material a Dar es Salam (Tanzanía) y luego a lugares de almacenamiento en la ciudad. También obtuvo un teléfono celular con servicio, a petición de Mustafa Mohamed Fadhil (QDi.027), para facilitar las comunicaciones del grupo responsable del ataque con bomba en Dar es Salam. Ghailani y Sheikh Ahmed Salim Swedan (fallecido) compraron el camión frigorífico utilizado en el ataque con bomba y dispusieron lo necesario para modificar el camión a fin de que pudiera albergar la bomba. Muhsin Moussa Matwalli Atwah Dewedar (fallecido), artífice de la bomba, supervisó y prestó asistencia en el montaje del artefacto explosivo en Dar es Salam. Ghailani escoltó a Dewedar durante el viaje en autobús desde Dar es Salam a Kenia y, en el trayecto, estudió el lugar seleccionado para el ataque. Ghailani también escoltó desde Mombasa a Dar es Salam al conductor suicida que participó en el ataque con bomba y lo registró en un hotel, siguiendo las instrucciones de Abdullah Ahmed Abdullah el Alfi. Fadhil, Khalfan Khamis Mohammed, Swedan y Msalam se reunieron en el domicilio de Ghailani, ubicado en Dar es Salam. En agosto de 1998, Ghailani, Dewedar, Msalam, Abdullah, Fazul Abdullah Mohammed (fallecido) y otros conspiradores se reunieron en Nairobi (Kenia). Ghailani también actuó de enlace entre Abdullah, en Nairobi, y Khalfan Khamis Mohammed, en Dar es Salam. El 1 de agosto de 1998, Abdullah informó a todos los miembros de Al-Qaida de que abandonaran Kenia antes del 6 de agosto de 1998. En consecuencia, antes de los ataques, Ghailani recibió de Msalam un pasaje de avión al Pakistán y, utilizando un pasaporte de Tanzanía obtenido con el nombre de Abubakar Khalfan Ahmed, viajó con Msalam, Swedan, Fadhil y Abdullah de Nairobi a Karachi (Pakistán).
Tras los ataques con bomba, entre agosto y diciembre de 1998, Ghailani recibió entrenamiento paramilitar básico en el campamento Al-Farouq de Al-Qaida en el Afganistán, donde recibió capacitación en uso de armas pequeñas y explosivos, táctica, lectura de mapas y uso de brújulas, así como preparación física. Durante los cuatro a cinco meses posteriores, formó parte de una unidad de vanguardia de Al-Qaida en el Afganistán, que luchó junto a los talibanes contra la Alianza del Norte. En 1999, Ghailani volvió al campamento Al-Farouq, que había sido trasladado a las inmediaciones de Kabul, donde recibió capacitación avanzada en explosivos durante aproximadamente una semana. De 1999 a 2000, Ghailani se desempeñó como entrenador físico de más de un centenar de reclutas de Al-Qaida en el campamento y recibió capacitación en explosivos y armas pequeñas tácticas de tecnología avanzada. Entre 2000 y 2001, Ghailani fue guardaespaldas personal armado y cocinero de Osama bin Laden. Tras la caída del régimen de los talibanes en el Afganistán, huyó a Pakistán. Entre 2001 y julio de 2004, falsificó documentos de viaje para agentes de Al-Qaida, que se utilizarían en ataques terroristas. Durante este tiempo trabajó para Abu Hamza Rabia, jefe de operaciones externas de Al-Qaida, y se reunió con muchos agentes de niveles superior e inferior de Al-Qaida. En mayo de 2004, Ghailani conspiró con Fazul Abdullah Mohammed, Adnan Gulshair el Shukrijumah y otros para cometer ataques terroristas durante las celebraciones del Día de la Independencia de los Estados Unidos, el 4 de julio, y durante las elecciones presidenciales que se celebrarían en ese país.
Ghailani fue detenido en el Pakistán el 24 de julio de 2004 y entregado a las autoridades estadounidenses. En 2009, fue transferido a Nueva York (Estados Unidos), donde permanecía detenido en octubre de 2010, acusado de, entre otros delitos, conspirar con Osama bin Laden y otros para matar a ciudadanos estadounidenses, tanto en los Estados Unidos como en el exterior, incluido mediante los ataques con bomba realizados contra las embajadas de los Estados Unidos en Nairobi.